# مزرعة فقية
مزرعة فقية (بالفارسية: مزرعه فقیه) هي قرية تقع في منطقة رونيز في إيران.